# Університет штату Пенсільванія
Університет штату Пенсільванія (англ. The Pennsylvania State University)  — державний університет США, розміщений в Юніверсіті-Парку, штат Пенсільванія. Входить до числа 15 найкращих державних університетів США та є членом Public Ivy.
Щороку до університету вступають понад 44000 студентів, що робить його одним з найбільших вишів США.
2011 року Університет посів 45-е місце в Академічному рейтингу університетів світу та 94-е місце серед найкращих вишів світу за версією QS World University Rankings. Видання U.S. News & World Report у своєму рейтингу національних університетів і коледжів за 2011 рік присвоїло йому 45-е місце. Відповідно до рейтингу 200 найкращих вишів світу у 2012-13 роках за версією британського видання Times Higher Education спільно з інформаційним агентством Thomson Reuters Університет штату Пенсільванія посів 61 місце. Wall Street Journal у вересні 2010 року розмістив Університет на 1 місці з 479 за затребуваністю випускників на ринку праці.. Університет також відомий своїм високим конкурсом і високим прохідним балом.

## Відомі випускники
- Пол Джозеф Вайц — астронавт[36].